# اولینا پائولی
اولینا پائولی (ایتالیایی: Evelina Paoli؛ ۳۰ مارس ۱۸۷۸ – ۲۸ دسامبر ۱۹۷۲) بازیگر اهل ایتالیا بود.
از فیلم‌هایی که وی در آن نقش داشته است، می‌توان به صومعه پارم، شبی با تو و دورا نلسون اشاره کرد.